# Zbór Kościoła Chrześcijan Baptystów w Przemyślu
Zbór Kościoła Chrześcijan Baptystów w Przemyślu – zbór Kościoła Chrześcijan Baptystów znajdujący się w Przemyślu, przy ulicy Serbańskiej 17.
Nabożeństwa odbywają się w każdą niedzielę o godzinie 10:00, wtorek i czwartek o godzinie 18:00.